# Dookie
Dookie là album phòng thu thứ ba của ban nhạc punk rock Mỹ Green Day. Hãng Reprise Records phát hành album vào ngày 1 tháng 2 năm 1994. Đây là lần đầu tiên ban nhạc hợp tác với nhà sản xuất Rob Cavallo để cùng thực hiện album đầu tiên này. Dookie đã đạt được thành công thương mại rực rỡ mà đỉnh điểm là vị trí á quân Billboard 200 và một số bảng xếp hạng ở bảy quốc gia khác. Album cũng góp phần tạo nên tên tuổi của Green Day, và thể loại punk rock cũng ngày càng trở nên ưa chuộng hơn. Dookie đã được Hiệp hội Công nghiệp ghi âm Hoa Kỳ chứng nhận đĩa kim cương với doanh số "khủng" 10 triệu bản của album.
Trong album Dookie có tới 5 bài hit như "Longview", "When I Come Around", "Basket Case", một bản thu âm lại của đĩa đơn "Welcome to Paradise" và bản thu âm nghe radio "She". Album đã nhận được rất nhiều lời khen ngợi kể từ ngày phát hành và xuất sắc đoạt Giải Grammy cho Album Alternative xuất sắc nhất năm 1995. Album cũng được tạp chí danh tiếng Rolling Stone xếp thứ 193 trong danh sách 500 album vĩ đại nhất. Tính đến năm 2014, Dookie vẫn là album bán chạy nhất của Green Day với hơn 20 triệu bản bán ra toàn cầu.

## Danh sách Track
Toàn bộ lời bài hát đều được sáng tác Billie Joe Armstrong, ngoại trừ phần ghi chú. Toàn bộ nhạc phẩm được sáng tác bởi Green Day.
| STT              | Nhan đề | Thời lượng |
| ---------------- | --- | ---------- |
| 1.               | "Burnout" | 2:07       |
| 2.               | "Having a Blast"                                                                                                  | 2:44       |
| 3.               | "Chump" | 2:54       |
| 4.               | "Longview" | 3:59       |
| 5.               | "Welcome to Paradise" (bản thu âm lại)                                                                            | 3:44       |
| 6.               | "Pulling Teeth"                                                                                                   | 2:31       |
| 7.               | "Basket Case" | 3:01       |
| 8.               | "She" | 2:14       |
| 9.               | "Sassafras Roots"                                                                                                 | 2:37       |
| 10.              | "When I Come Around"                                                                                              | 2:58       |
| 11.              | "Coming Clean" | 1:34       |
| 12.              | "Emenius Sleepus" (lời hát biên soạn bởi Mike Dirnt)                                                              | 1:43       |
| 13.              | "In the End" | 1:46       |
| 14.              | "F.O.D." (bài hát kết thúc sau 2:50, track ẩn kế tiếp "All by Myself" trình diễn bởi Tré Cool kéo dài trong 4:07) | 5:46       |
| Tổng thời lượng: | Tổng thời lượng:                                                                                                  | 39:38      |

### Phiên bản trên iTunes
| STT              | Nhan đề                                               | Thời lượng |
| ---------------- | ----------------------------------------------------- | ---------- |
| 14.              | "F.O.D."                                              | 2:50       |
| 15.              | "All by Myself" (sáng tác và trình diễn bởi Tré Cool) | 1:40       |
| Tổng thời lượng: | Tổng thời lượng:                                      | 38:22      |

## Vị trí xếp hạng

### Album
| Xếp hạng                        | Vị trí cao nhất | Chứng nhận  | Doanh số   |
| ------------------------------- | --------------- | ----------- | ---------- |
| Australian Albums Chart         | 1               | 5× Bạch kim | 350,000    |
| Canadian Albums Chart           | 1               | Kim cương   | 1,000,000  |
| Belgian Albums Chart (Flanders) | 13              |             |            |
| Belgian Albums Chart (Wallonia) | 13              |             |            |
| Finnish Albums Chart            | 5               | Vàng        | 35,205     |
| Italian Albums Chart            | 45              | Vàng        | 50,000     |
| New Zealand Albums Chart        | 1               |             |            |
| Polish Albums Chart             |                 | Vàng        | 50,000     |
| Swedish Album Chart             | 3               | Vàng        | 20,000     |
| UK Albums (OCC)                 | 13              | 3× Bạch kim | 900,000    |
| US Billboard 200                | 2               | Kim cương   | 10,000,000 |

#### Xếp hạng cuối năm
| Xếp hạng (1990–1999) | Vị trí |
| -------------------- | ------ |
| U.S. Billboard 200   | 33     |

### Đĩa đơn
| Năm  | Ca khúc               | Vị trí cao nhất | Vị trí cao nhất | Vị trí cao nhất | Vị trí cao nhất | Vị trí cao nhất | Vị trí cao nhất | Vị trí cao nhất |
| Năm  | Ca khúc               | US Mod          | US Main         | UK              | CAN             | SWE             | NZ              | FRA             |
| ---- | --------------------- | --------------- | --------------- | --------------- | --------------- | --------------- | --------------- | --------------- |
| 1994 | "Longview"            | 1               | 13              | 30              | —               | —               | —               | —               |
| 1994 | "Welcome to Paradise" | 7               | —               | 20              | —               | —               | 21              | —               |
| 1994 | "Basket Case"         | 1               | 9               | 7               | 12              | 3               | 21              | 35              |
| 1995 | "When I Come Around"  | 1               | 2               | 27              | 3               | 28              | 4               | —               |
| 1995 | "She"                 | 5               | 18              | —               | —               | —               | —               | —               |